# Latvijas Banka
A Latvijas Banka a Lett Köztársaság központi bankja, a lett nemzeti valuta, a lett lat egyedüli kibocsátója. Fő feladatai közé tartozik a pénzügyi stabilitás megteremtése és fenntartása. A Bank az Központi Bankok Európai Rendszerének tagja. Székhelye Lettország fővárosában, Rigában található.

## Története
A Latvijas Bankát 1922. szeptember 7-én hozták létre. Amikor Lettország a Szovjetunió részévé vált, a bank elvesztette szerepét, és az országban a szovjet rubelt vezették be. Lettország 1991.augusztus 21-én elnyert függetlensége után szervezték újra, és azóta Lettország központi bankja. A Bank 1993-ban vezette be a latot, mely a korábbi szükségpénzt, a lett rubelt váltotta fel 1 lat = 200 rubel arányban.

## Jövője
Lettország 2014 január elsején csatlakozott az eurózónához ezzel a latot felváltotta a közös európai pénz, az euró.